# 무스타파 (스타워즈)
무스타파(Mustafar)는 영화 시리즈 《스타워즈》에 등장하는 가상의 외계 행성이다. 《스타워즈 에피소드 III: 시스의 복수》에 등장한다.

## 상세
이 행성은 지속적인 분출 상태에 있는 수백 개의 칼데라로 뒤덮여 있다. 이러한 화산 활동은 행성의 궤도에 영향을 미치는 두 개의 거대한 가스 행성에 의한 중력 스트레스로 인하여 발생한다(목성의 중력이 이오의 화산활동을 유발하는 현상과 유사). 행성에 설치된 에너지원/광물 자동 채굴 시설은 분리주의 연합의 마지막 본거지로 활용되었다.